# 圣保罗 (布雷西亚省)
圣保罗（義大利語：San Paolo），是意大利布雷西亚省的一个市镇。总面积18.67平方公里，人口4436人，人口密度237.6人/平方公里（2009年）。国家统计（ISTAT）代码为017138。